# John George Spencer-Churchill
John George Spencer-Churchill (31 mai 1909 - 23 juin 1992) est un aristocrate anglais, peintre et sculpteur, fils de John Strange Spencer-Churchill et neveu de Winston Churchill. Sa sœur, Clarissa, est mariée au premier ministre britannique Anthony Eden. Il se disait fier d'appartenir à la prestigieuse famille Churchill.